# Gejjegaranahalli, Channarayapatna
Gejjegaranahalli là một làng thuộc tehsil Channarayapatna, huyện Hassan, bang Karnataka, Ấn Độ.